# Helt Off
Helt Off är ett svenskt reggaeband bestående av Chords och M.O.N.S. men gästas ofta av Timbuktu. Gruppen är kontrakterade av Timbuktus egen label JuJu Records. Helt Off slog igenom sommaren 2004 med låten "Babylonsjukan", som är ledmotivet till filmen med samma namn. Deras album I huset innehåller 9 spår, bland andra "Det brinner i Paris" som de skrev under tiden det var upplopp i Paris förorter (se Parisupploppen 2005). 
När bandet spelar live har de ett komplett band, och inte bara de tre huvudmedlemmarna. Bland andra Magnus Tingsek har stått på scenen med Helt Off. År 2010 släppte Helt Off sitt album Marknadens soldat samt singeln "Tillsammans".
Den 1 maj 2013 släppte Helt Off EP:n Sakta i backarna som innehåller bland annat en cover på "Det snurrar i min skalle" av Familjen samt en cover på den svenska folklåten "Visa från Utanmyra". På skivomslaget skymtas skivomslag från de låtar vilkas covers finns på albumet.

## Diskografi
Album
- 2004 – Helt Off
- 2006 – I huset
- 2010 – Marknadens soldat
- 2015 – Riktig riktig

EP
- 2013 – Sakta i backarna

Singlar
- 2015 – "Borsta" (med Timbuktu)
- 2015 – "Letat"